# Summa Logicae
La Summa Logicae (o Somma della Logica) è un libro di testo di logica scritto dal filosofo inglese Guglielmo di Occam. Partendo dalla teoria dell'inferenza che funge da filo conduttore, descrive e sviluppa la logica del sillogismo. Fu scritto prima del 1327 e pubblicato a Parigi nel 1487.

## Struttura dell'opera
Lo schema seguito dall'opera è quello consueto nei trattati di logica e affronta per ciascuna parte uno degli atti del comprendere: concettualizzare, giudicare, argomentare. La prima parte che tratta i termini è suddivisa nei seguenti capitoli:
- Capitoli da 1 a 17. Trattano del termine e della sua divisione in categorico, astratto, concreto, assoluto, connotativo, prima e seconda imposizione, prima e seconda intenzione, univoco ed equivoco.
- Capitoli da 18 a 25. Trattano dei cinque predicabili di Porfirio
- Capitoli da 26 a 62. Trattano di definizione e descrizione; dei termini " soggetto ", " predicato ", "appartenente" o "inerente a" e "significano". Allo stesso modo, vengono discusse le categorie.
- Capitoli da 63 a 77. Si occupano di supposizioni e dei suoi tipi.

La seconda parte, che tratta delle proposizioni, è divisa nei seguenti capitoli:
- Capitoli da 1 a 20. Si occupano di proposizioni categoriche sia di fatto che di modalità
- Capitoli da 21 a 29. Trattano della conversione delle proposizioni
- Capitoli da 30 a 37. Trattano di proposizioni ipotetiche

La terza parte, infine, tratta dei sillogismi e presenta i seguenti sottotrattati:
- Primo trattato. Si occupa del sillogismo in generale. Sillogismi categorici, modali e misti.
- Secondo trattato. Si tratta del sillogismo dimostrativo. Si tratta di un'analisi della Seconda Analitica di Aristotele.
- Terzo trattato. Per quanto riguarda il sillogismo topico. È una rivisitazione dei Temi di Aristotele oltre a contenere le regole generali di conseguenza
- Quarto trattato. Si tratta di obblighi
- Quinto trattato. Si tratta dell'antinomia del bugiardo
- Sesto trattato. Si occupa di errori

## Importanza dell'opera
Quest'opera è importante perché contiene la parte più rilevante della dottrina nominalista di Ockham. Alcuni  filosofi nominalisti  del XV secolo come Jean Gerson  e Pierre d'Ailly  considerano questo filosofo il fondatore della loro scuola.